# Mifflin (Pennsilvània)
Mifflin és una població dels Estats Units a l'estat de Pennsilvània. Segons el cens del 2000 tenia 627 habitants.

## Demografia
Segons el cens del 2000, Mifflin tenia 627 habitants, 234 habitatges, i 165 famílies. La densitat de població era de 1.344,9 habitants/km².
Dels 234 habitatges en un 38,5% hi vivien nens de menys de 18 anys, en un 49,1% hi vivien parelles casades, en un 13,2% dones solteres, i en un 29,1% no eren unitats familiars. En el 23,5% dels habitatges hi vivien persones soles el 10,3% de les quals corresponia a persones de 65 anys o més que vivien soles. El nombre mitjà de persones vivint en cada habitatge era de 2,66 i el nombre mitjà de persones que vivien en cada família era de 3,07.
Per edats la població es repartia de la següent manera: un 28,9% tenia menys de 18 anys, un 10,4% entre 18 i 24, un 30,9% entre 25 i 44, un 20,9% de 45 a 60 i un 8,9% 65 anys o més.
L'edat mediana era de 32 anys. Per cada 100 dones de 18 o més anys hi havia 96,5 homes.
La renda mediana per habitatge era de 26.438 $ i la renda mediana per família de 28.750 $. Els homes tenien una renda mediana de 27.386 $ mentre que les dones 19.044 $. La renda per capita de la població era de 12.843 $. Entorn del 14,9% de les famílies i el 17,5% de la població estaven per davall del llindar de pobresa.

## Poblacions més properes
El següent diagrama mostra les poblacions més properes.